# 朗基爾-舒布基大學站
朗基爾-舒布基大學站（法語：Station Longueuil—Université-de-Sherbrooke），舊稱朗基爾站（法語：Station Longueuil），是蒙特利爾地鐵的一個車站，位於加拿大魁北克省朗基爾市中心。此站在1967年4月1日開幕，並為4號綫（黃綫）的南部終點站。
該站是滿地可地鐵在滿地可南岸地區唯一車站，是由滿地可島進入該區的門戶。在2號綫（黃綫）2007年延伸至拉華爾市（Laval）前，朗基爾更是唯一不在滿地可島各行政區境內的滿地可地鐵車站。

## 車站設計
該站設一對地底對向式側式月台。車站只有一層，售票大堂直接設於上客月台末端，故此抵站乘客如欲坐回頭車返回滿地可，必須先從落客月台離站，再在上客月台重新繳付車資入閘，是滿地可地鐵唯一不同方向月台不設閘內通道連接的車站。
該站月台處於地表下4.3米，與綠綫總站安基翁相同，並列為滿地可地鐵中最淺層的車站。車站上蓋建有商廈。

## 歷史
朗基爾-舒布基大學站原名朗基爾站，以所在城市朗基爾命名，在1967年4月1日隨4號綫（黃綫）通車而啟用，此後一直為黃綫總站至今。為反映車站附近設有舒布基大學的分校，滿地可交通局在2003年9月26日改朗基爾站為朗基爾-舍布魯克大學站，使每所位於滿地可地區的大學最近的地鐵站都有該大學校名。然而大部分滿地可市民仍習慣沿用舊稱，直稱該站叫做朗基爾站。

## 鄰近主要公路交匯點
本站位於2條主要公路的交匯點（ 魁北克132號公路及  魁北克134號公路）及一條快速公路（魁北克20號快速公路）的交匯點上，鄰近雅克卡蒂亞大橋。

## 服務
- TSNA 餐廳（麥當勞餐廳（加拿大）有限公司）
- SPEQ 相片
- Subway
- Tim Hortons餐廳
- Plein Jus（果汁吧）
- 朗基爾地鐵乾洗
- 魁北克酒精協會
- Pizza L'heure de pointe
- Couche Tard便利店
- 網吧（$1/15分鐘）
- Boutique Métropolitane

## 外部連結
- （法文）（英文）蒙特利爾交通局：朗基爾站 （页面存档备份，存于）（英文） （页面存档备份，存于）
- （法文）（英文）：朗基爾站 （页面存档备份，存于）（英文） （页面存档备份，存于）